# Mende (Pest)
Mende es un pueblo húngaro perteneciente al distrito de Nagykáta, condado de Pest.

## Superficie
Cuenta con una superficie de 27,15 km².

## Demografía
Hasta 2024 la población era de 4185 habitantes, con una densidad de población de 154,14 hab/km².
| Gráfica de evolución demográfica de Mende entre 2020 y 2024 |
|                                                             |
| Datos según la Oficina Central de Estadística de Hungría.   |